# Morpho lilacinus
Morpho lilacinus är en fjärilsart som beskrevs av Peter William Michael 1931. Morpho lilacinus ingår i släktet Morpho och familjen praktfjärilar. Inga underarter finns listade i Catalogue of Life.